# Le Roman d'un voleur de chevaux
Pour plus de détails, voir Fiche technique et Distribution.
Le Roman d'un voleur de chevaux (Romance of a Horsethief) est un film américano-franco-italo-yougoslave réalisé par Abraham Polonsky et sorti en 1971.

## Synopsis
En 1905, les familles paysannes Kradnik et Kifke, d'un village frontalier polonais, sont de prospères éleveurs de chevaux qu'ils vont notamment voler en Russie pour les revendre en Allemagne. Les Cosaques viennent leur annoncer que leurs chevaux sont réquisitionnés pour renforcer la cavalerie russe qui doit aller combattre les Japonais. Indigné par cette décision, Schloime Kradnik exige de rencontrer le chef cosaque Stoloff. Ce dernier décrète que village et chevaux appartiennent au Tsar Nicolas. Les villageois vont tenter de soustraire leurs chevaux à cette réquisition...

## Fiche technique
- Titre : Le Roman d'un voleur de chevaux (titre alternatif, Le Voleur de chevaux)
- Titre original : Romance of a Horsethief
- Réalisation : Abraham Polonsky
- Scénario : David Opatoshu d'après le roman de Joseph Opatoshu, Romance of a Horsethief (1917)
- Musique : Mort Shuman
- Chansons :
  - La Noyée, paroles et musique de Serge Gainsbourg[1]
  - Estusha's Song, paroles et musique de Mort Shuman
- Direction de la photographie : Piero Portalupi
- Montage : Kevin Connor
- Décors : Vlastimir Gavrik, Otto Pischinger
- Costumes : Ruth Myers
- Pays d'origine :  États-Unis,  France,  Italie,  Yougoslavie
- Langue de tournage : anglais
- Tournage extérieur : Vukovar (Croatie)
- Période de tournage : 20 juillet à mi-novembre 1970
- Producteur : Gene Gutowski
- Sociétés de production : Allied Artists Pictures (États-Unis), Filmsonor (France), IFE (Italie), Jadran Film (Yougoslavie)
- Société de distribution : Allied Artists Pictures
- Format : couleur (Technicolor) — 35 mm — son monophonique
- Genre : aventures, historique
- Durée : 101 minutes
- Date de sortie : 
  - France : 11 août 1971
- Affiche : Jouineau Bourduge (France)

## Distribution
- Yul Brynner (VF : Jean-Claude Michel) : le capitaine Stoloff
- Eli Wallach (VF : Jacques Deschamps) : Kifke
- Jane Birkin : Naomi
- Serge Gainsbourg : Sigmund
- David Opatoshu (VF : André Valmy) : Schloime Kradnik
- Branko Plesa (VF : Michel Gatineau) : le lieutenant Vishinsky
- Henri Serre : Mendel
- Linda Veras : la comtesse Grabowsky
- Marilù Tolo : Manka
- Lainie Kazan : Estusha
- Mort Shuman : le pianiste

## Autour du film
- Serge Gainsbourg a comme partenaire l'actrice italienne Marilù Tolo, inspiratrice de sa chanson Marilu (1966).